# Großer Preis der Niederlande 1959
Der Große Preis der Niederlande 1959 (offiziell VIII Grote Prijs van Nederland) fand am 31. Mai auf dem Circuit Park Zandvoort in Zandvoort statt und war das dritte Rennen der Automobil-Weltmeisterschaft 1959.

## Bericht

### Hintergrund

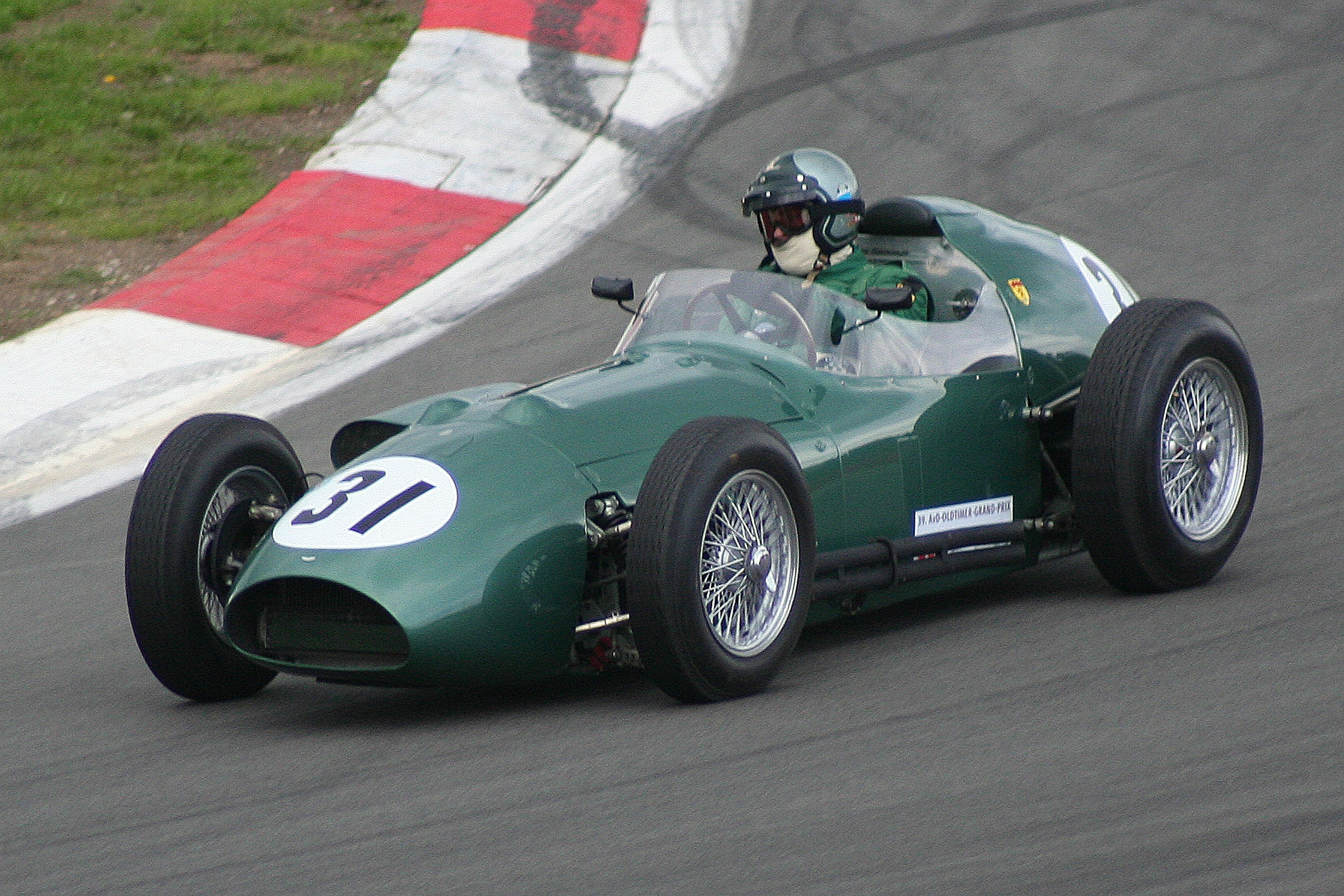
Aston Martin DBR4

Nur einen Tag nach dem Indianapolis 500 1959 fand der Große Preis der Niederlande statt. Die europäischen Teams betrachteten das Indianapolis 500 als Streichresultat, wodurch der Große Preis der Niederlande für viele Fahrer das zweite Saisonrennen darstellte. Das britische Team Aston Martin debütierte bei diesem Rennen mit einem Aston Martin DBR4, einem frontmotorbetriebenen Wagen, der deutlich schwerer war als die Wagen der Konkurrenz. Für Aston Martin starteten Roy Salvadori und Carroll Shelby. Reifenhersteller des Teams war Avon, die somit nach mehrjähriger Pause in die Formel 1 zurückkehrten. Alle anderen Teams fuhren mit Dunlop-Reifen.
Während Ferrari weiterhin auf seine vier Stammfahrer Jean Behra, Tony Brooks, Phil Hill und Cliff Allison setzte, fuhr man bei Cooper nur mit zwei Wagen. Neben dem Sieger des Saisonauftaktes, Jack Brabham fuhr Masten Gregory für das Cooper-Werksteam. Bruce McLaren hingegen pausierte für ein Rennen. Auch B.R.M. setzte nur zwei Wagen ein, Harry Schell und Jo Bonnier fuhren, Ron Flockhart pausierte.
Lotus kündigte den Vertrag mit Pete Lovely, neuer Stammfahrer neben Graham Hill wurde Innes Ireland, der sein Formel-1-Debüt bestritt. Der Rest des Feldes wurde von Fahrern mit privaten Wagen gefüllt. Das Rob Walker Racing Team trat mit Stirling Moss und Maurice Trintignant an, Ecurie Maarsbergen hatte einen Wagen für Moss gemeldet, den dann aber Carel Godin de Beaufort fuhr. Erstmals seit mehreren Jahren, mit Ausnahme des Indianapolis 500, nahm kein Maserati 250F an einem Formel-1-Rennen teil.
In den Wochen vor dem Rennen führte Moss umfangreiche Testfahrten für B.R.M. durch, verbesserte dabei die Performance des Wagens und half mit die Bremsprobleme des Wagens zu beheben.
In der Fahrerwertung führte Brabham zusammen mit Rodger Ward, der jedoch erst wieder beim Großen Preis der USA 1959, dem Saisonfinale, in der Automobilweltmeisterschaft startete. Moss war der einzige Fahrer im Feld, der den Großen Preis der Niederlande zuvor gewann, bei den Teams war zuvor lediglich Ferrari erfolgreich.

### Training
Das Training war ein ausgeglichenes Duell zwischen vielen Teams und Fahrern. Vier verschiedene Wagen qualifizierten sich für die Top 5, nachdem beim Saisonauftakt nur Ferrari und Cooper Chancen auf die Pole-Position gehabt hatten. Mit Bonnier auf B.R.M. und Brabham duellierten sich zwei Fahrer um Platz eins, die zuvor noch keine Pole-Position in ihren Karrieren hatten. Beide stellten die beste Trainingszeit, 1:36,0 Minuten auf, Bonnier erhielt jedoch Startplatz eins, da er diese Zeit eher als Brabham gefahren war. Dies war für B.R.M. die erste Pole-Position der Teamgeschichte, für Bonnier die einzige.
Nachdem in Monaco der heckmotorbetriebene Cooper im Training der schnellste Wagen war, setzte sich beim Großen Preis der Niederlande mit B.R.M. wieder ein frontmotorbetriebener Bolide durch. Cooper war dennoch konkurrenzfähig, denn sie belegten die Plätze zwei und drei. Dritter der Startaufstellung wurde Moss, der für das Rob Walker Racing Team fuhr. Bei Ferrari war erneut Behra der Schnellste. Er qualifizierte sich für den vierten Platz, vor Graham Hill auf Lotus. Schell im zweiten B.R.M. belegte Position sechs vor Brooks und Debütant Ireland. Aston Martin qualifizierte sich im Mittelfeld auf Platz zehn und dreizehn, Beaufort auf Porsche wurde 14.
Allison fuhr keine Zeit im Training, qualifizierte sich aber dennoch, da das Fahrerfeld mit lediglich 15 Fahrzeugen relativ klein war.

### Rennen

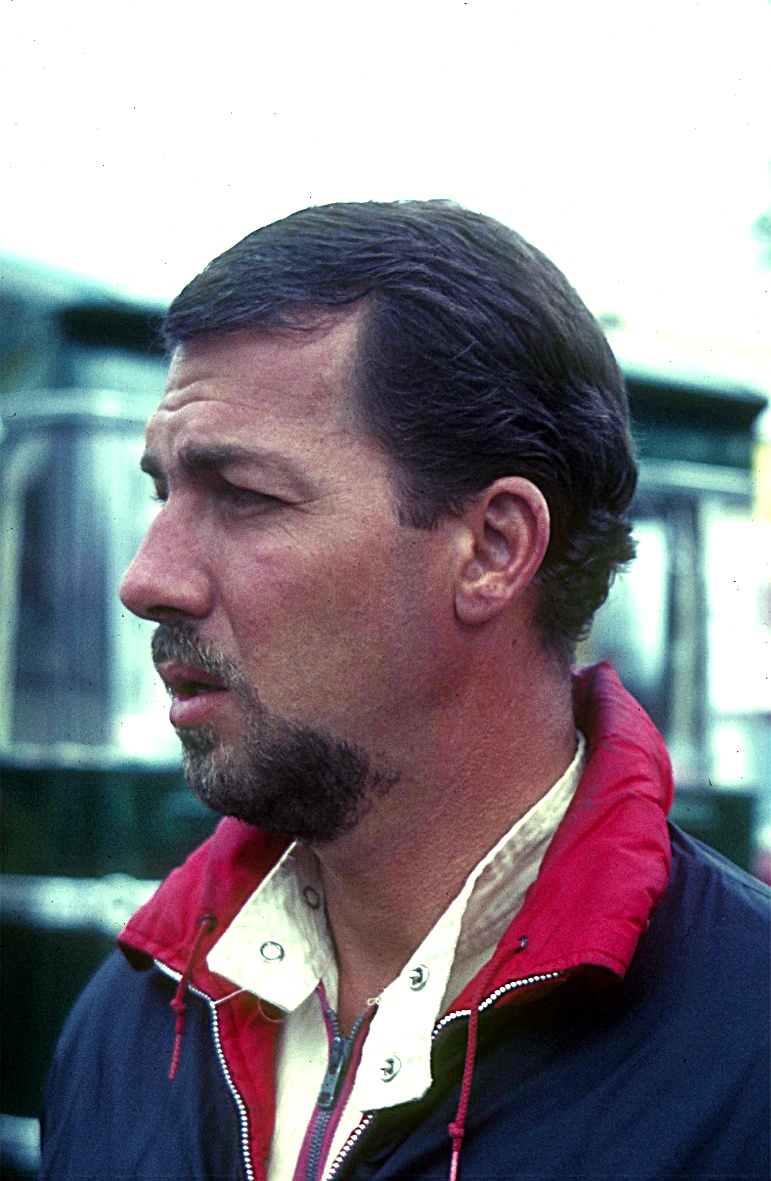
Einziger Sieg und einzige Pole-Position für Jo Bonnier

Bonnier nutzte die Pole-Position und gewann das Startduell gegen die Cooper. Während Moss schlecht wegkam und bis ins Mittelfeld zurückfiel, gelang der beste Start Gregory, der aus der dritten Startreihe sich bis zum zweiten Platz verbesserte. Innerhalb der ersten Runde überholte Moss mehrere Fahrzeuge und duellierte sich mit Behra um Position drei. Bonnier beendete die erste Rennrunde auf Platz eins und führte somit das erste Mal in seiner Karriere einen Formel-1-Grand-Prix an. Gregory gelang selbiges, als er eine Runde später Bonnier überholte und diesen im anschließenden Duell bis zur Runde 11 hinter sich hielt. Während dieser Zeit fuhr Bonnier seine persönlich schnellste Rennrunde, wodurch er näher an Gregory herankam. Dann bekam Gregory Getriebeprobleme, was Bonnier nutzte, um erneut in Führung zu gehen. Auch Brabham profitierte von den technischen Problemen Gregorys, überholte ihn und schloss auf Bonnier auf. In den folgenden Rennrunden entstand ein Duell zwischen Bonnier und Brabham um die Führung, dahinter duellierten sich acht Wagen um den dritten Platz.
Für Aston Martin war das erste Rennen der Teamgeschichte nach 25 Runden beendet. Nachdem bereits Salvadori am Anfang des Rennens mit Motorschaden ausgeschieden war, fiel Shelby aus gleichem Grund in Runde 25 aus. Der Wagen hatte somit nicht nur Performanceprobleme, sondern auch Schwierigkeiten mit der Zuverlässigkeit. Aus diesen Gründen verzichtete Aston Martin auf einen Start beim nächsten Rennen, dem Großen Preis von Frankreich.
In Runde 30 überholte Brabham Bonnier, hielt die Führung aber nur drei Runden, bis Bonnier sich den ersten Platz zurückholte. Dahinter drehte sich Behra, wodurch Moss auf der dritten Position lag und auf die Spitze aufholte. Er fuhr in Runde 42 die schnellste Rennrunde des Rennens und überholte sechs Runden später Brabham. Kurz vor Rennende ging Moss in Führung, bevor ein Getriebeschaden sein Rennen beendete. Auch Brooks und Schell schieden zuvor mit technischen Defekten aus, alle anderen Fahrer erreichten das Ziel.
Bonnier baute vor Rennende seinen Vorsprung auf den zweitplatzierten Brabham auf 14 Sekunden aus und wurde der erste schwedische Grand-Prix-Sieger. Gegen Rennende fehlte Brabham der zweite Gang seines Wagens, um Bonnier noch zu attackieren. Für Bonnier blieb es jedoch der einzige Sieg seiner für die damalige Zeit sehr langen Formel-1-Karriere. B.R.M., die seit mehreren Jahren im Motorsport engagiert waren, erlebten ihren Premierensieg in der Automobilweltmeisterschaft und den Auftakt zu einer erfolgreichen Zeit für das Team. Brabham baute mit dem zweiten Platz seinen Vorsprung in der Fahrerwertung auf sieben Punkte aus, neuer Zweitplatzierter war neben Ward Bonnier. Gregory fuhr trotz Getriebeproblemen auf Platz drei und erzielte damit die zweite von drei Podestplatzierungen seiner Karriere. Vierter wurde Ireland, der in seinem Debütrennen auf Anhieb die Punkte erreichte, vor Behra auf Position fünf. Ferrari erzielte somit nur zwei Punkte und rutschte in der Konstrukteurswertung auf den dritten Platz ab, hinter Cooper und B.R.M. Coopers Vorsprung auf B.R.M. betrug nach dem dritten Rennen sechs Punkte.

## Meldeliste
| Team                     | Nr. | Fahrer                  | Chassis               | Motor               | Reifen |
| ------------------------ | --- | ----------------------- | --------------------- | ------------------- | ------ |
| Scuderia Ferrari         | 01  | Jean Behra              | Ferrari Dino 246F1    | Ferrari 2.4 V6      | D      |
| Scuderia Ferrari         | 02  | Tony Brooks             | Ferrari Dino 246F1    | Ferrari 2.4 V6      | D      |
| Scuderia Ferrari         | 03  | Phil Hill               | Ferrari Dino 246F1    | Ferrari 2.4 V6      | D      |
| Scuderia Ferrari         | 16  | Cliff Allison           | Ferrari Dino 246F1    | Ferrari 2.4 V6      | D      |
| David Brown Organisation | 04  | Roy Salvadori           | Aston Martin DBR4/250 | Aston Martin 2.5 L6 | A      |
| David Brown Organisation | 05  | Carroll Shelby          | Aston Martin DBR4/250 | Aston Martin 2.5 L6 | A      |
| Owen Racing Organisation | 06  | Harry Schell            | BRM P25               | BRM 2.5 L4          | D      |
| Owen Racing Organisation | 07  | Jo Bonnier              | BRM P25               | BRM 2.5 L4          | D      |
| Cooper Car Company       | 08  | Jack Brabham            | Cooper T51            | Climax 2.5 L4       | D      |
| Cooper Car Company       | 09  | Masten Gregory          | Cooper T51            | Climax 2.5 L4       | D      |
| Rob Walker Racing Team   | 10  | Maurice Trintignant     | Cooper T51            | Climax 2.5 L4       | D      |
| Rob Walker Racing Team   | 11  | Stirling Moss           | Cooper T51            | Climax 2.5 L4       | D      |
| Ecurie Maarsbergen       | 15  | Stirling Moss           | Porsche RSK           | Porsche 1.5 B4      | D      |
| Ecurie Maarsbergen       | 15  | Carel Godin de Beaufort | Porsche RSK           | Porsche 1.5 B4      | D      |
| Team Lotus               | 12  | Innes Ireland           | Lotus 16              | Climax 2.5 L4       | D      |
| Team Lotus               | 14  | Graham Hill             | Lotus 16              | Climax 2.5 L4       | D      |

Anmerkungen
1. 1 2  Beide Fahrer waren gemeldet, Carel Godin de Beaufort fuhr den Wagen im Training und im Rennen.

## Klassifikationen

### Startaufstellung
| Pos. | Fahrer                  | Konstrukteur  | Zeit       | Ø-Geschwindigkeit | Start |
| ---- | ----------------------- | ------------- | ---------- | ----------------- | ----- |
| 01   | Jo Bonnier              | B.R.M.        | 1:36,0     | 157,24 km/h       | 01    |
| 02   | Jack Brabham            | Cooper-Climax | 1:36,0     | 157,24 km/h       | 02    |
| 03   | Stirling Moss           | Cooper-Climax | 1:36,2     | 156,91 km/h       | 03    |
| 04   | Jean Behra              | Ferrari       | 1:36,6     | 156,26 km/h       | 04    |
| 05   | Graham Hill             | Lotus-Climax  | 1:36,7     | 156,10 km/h       | 05    |
| 06   | Harry Schell            | B.R.M.        | 1:37,3     | 155,14 km/h       | 06    |
| 07   | Masten Gregory          | Cooper-Climax | 1:37,6     | 154,66 km/h       | 07    |
| 08   | Tony Brooks             | Ferrari       | 1:37,9     | 154,19 km/h       | 08    |
| 09   | Innes Ireland           | Lotus-Climax  | 1:38,3     | 153,56 km/h       | 09    |
| 10   | Carroll Shelby          | Aston Martin  | 1:38,5     | 153,25 km/h       | 10    |
| 11   | Maurice Trintignant     | Cooper-Climax | 1:38,7     | 152,94 km/h       | 11    |
| 12   | Phil Hill               | Ferrari       | 1:39,2     | 152,17 km/h       | 12    |
| 13   | Roy Salvadori           | Aston Martin  | 1:39,7     | 151,40 km/h       | 13    |
| 14   | Carel Godin de Beaufort | Porsche       | 1:44,5     | 144,45 km/h       | 14    |
| 15   | Cliff Allison           | Ferrari       | keine Zeit | –                 | 15    |

### Rennen
| Pos. | Fahrer                  | Konstrukteur  | Runden | Stopps | Zeit       | Start | Schnellste Runde |
| ---- | ----------------------- | ------------- | ------ | ------ | ---------- | ----- | ---------------- |
| 01   | Jo Bonnier              | B.R.M.        | 75     |        | 2:05:26,8  | 01    | 1:37,2           |
| 02   | Jack Brabham            | Cooper-Climax | 75     |        | + 14,2     | 02    | 1:38,4           |
| 03   | Masten Gregory          | Cooper-Climax | 75     |        | + 1:23,0   | 07    | 1:38,6           |
| 04   | Innes Ireland           | Lotus-Climax  | 74     |        | + 1 Runde  | 09    | 1:38,6           |
| 05   | Jean Behra              | Ferrari       | 74     |        | + 1 Runde  | 04    | 1:39,6           |
| 06   | Phil Hill               | Ferrari       | 73     |        | + 2 Runden | 12    | 1:38,3           |
| 07   | Graham Hill             | Lotus-Climax  | 73     |        | + 2 Runden | 05    | 1:38,7           |
| 08   | Maurice Trintignant     | Cooper-Climax | 73     |        | + 2 Runden | 11    | 1:38,4           |
| 09   | Cliff Allison           | Ferrari       | 71     |        | + 4 Runden | 15    | 1:41,8           |
| 10   | Carel Godin de Beaufort | Porsche       | 68     |        | + 7 Runden | 14    | 1:46,4           |
| –    | Stirling Moss           | Cooper-Climax | 62     |        | DNF        | 03    | 1:36,6 (42.)     |
| –    | Harry Schell            | B.R.M.        | 46     |        | DNF        | 06    | 1:38,3           |
| –    | Tony Brooks             | Ferrari       | 42     |        | DNF        | 08    | 1:38,9           |
| –    | Carroll Shelby          | Aston Martin  | 25     |        | DNF        | 10    | 1:39,9           |
| –    | Roy Salvadori           | Aston Martin  | 3      |        | DNF        | 13    | 1:40,2           |

## WM-Stände nach dem Rennen
Die ersten fünf des Rennens bekamen 8, 6, 4, 3, 2 Punkte. Der Fahrer mit der schnellsten Rennrunde erhielt zusätzlich 1 Punkt. Es zählten nur die fünf besten Ergebnisse aus acht Rennen. Streichresultate sind in Klammern gesetzt.

### Fahrerwertung
| Pos. | Fahrer              | Konstrukteur         | Punkte |
| ---- | ------------------- | -------------------- | ------ |
| 01   | Jack Brabham        | Cooper-Climax        | 15     |
| 02   | Jo Bonnier          | B.R.M.               | 8      |
| 03   | Rodger Ward         | Watson-Offenhauser   | 8      |
| 04   | Tony Brooks         | Ferrari              | 6      |
| 05   | Jim Rathmann        | Watson-Offenhauser   | 6      |
| 06   | Johnny Thomson      | Lesovsky-Offenhauser | 5      |
| 07   | Maurice Trintignant | Cooper-Climax        | 4      |
| 08   | Masten Gregory      | Cooper-Climax        | 4      |
| 09   | Phil Hill           | Ferrari              | 3      |
| 10   | Tony Bettenhausen   | Eppery-Offenhauser   | 3      |
| 11   | Innes Ireland       | Lotus-Climax         | 3      |
| 12   | Bruce McLaren       | Cooper-Climax        | 2      |

| Pos. | Fahrer                         | Konstrukteur                   | Punkte |
| ---- | ------------------------------ | ------------------------------ | ------ |
| 13   | Paul Goldsmith                 | Eppery-Offenhauser             | 2      |
| 14   | Jean Behra                     | Ferrari                        | 2      |
| 15   | Stirling Moss                  | Cooper-Climax                  | 1      |
| 16   | Roy Salvadori                  | Cooper-Maserati / Aston Martin | 0      |
| 17   | Carel Godin de Beaufort        | Porsche                        | 0      |
| –    | Cliff Allison                  | Ferrari                        | 0      |
| –    | Ron Flockhart                  | B.R.M.                         | 0      |
| –    | Harry Schell                   | B.R.M.                         | 0      |
| –    | Graham Hill                    | Lotus-Climax                   | 0      |
| –    | Wolfgang Graf Berghe von Trips | Porsche                        | 0      |
| –    | Bruce Halford                  | Lotus-Climax                   | 0      |
| –    | Carroll Shelby                 | Aston Martin                   | 0      |

### Konstrukteurswertung
- Es zählten nur die fünf besten Ergebnisse aus acht Rennen. Streichresultate sind in Klammern gesetzt.
- Es zählte nur das Ergebnis des bestplatzierten Fahrzeugs eines Konstrukteurs.
- Beim Indianapolis 500 wurden keine Konstrukteurspunkte vergeben.

| Pos. | Konstrukteur  | Punkte |
| ---- | ------------- | ------ |
| 01   | Cooper-Climax | 14     |
| 02   | B.R.M.        | 8      |
| 03   | Ferrari       | 8      |
| 04   | Lotus-Climax  | 3      |
| –    | Porsche       | 0      |
| –    | Aston Martin  | 0      |